# Jan Kristoffersen
Jan Kristoffersen (født 5. juli 1974) er en dansk jurist, forfatter og politiker. Han er spidskandidat for Alternativet til Europa-Parlamentsvalget 2024 i Danmark.

## Baggrund
Jan Kristoffersen har en bachelorgrad i jura fra Københavns Universitet.  Han drev en vinbar fra 1998 til 2001 og var konsulent i Deloitte fra 2001 til 2006 og manager i virksomheden fra 2006 til 2009. Jan Kristoffersen virkede som selvstændig rådgiver om skat og selskabsret fra 2010 til 2021 og har været politisk rådgiver siden 2021.
Jan Kristoffersen er folketingsvalgt medlem af Skatterådet.

## Politik
Jan Kristoffersen har været folketingskandidat for Alternativet siden 2015 og kandidat til Europa-Parlamentet siden 2018.
Han blev valgt til midlertidig spidskandidat for Alternativet til Europa-Parlamentsvalget 2024 i Danmark i maj 2023. Valget blev bekræftet på et ekstraordinært landsmøde i Alternativet 16. november 2023, hvor han officielt blev partiets spidskandidat.

## Forfatter
Jan Kristoffersen udgav i 2012 fantasyromanen Johan og det knuste hjerte under navnet "Jan K" på forlaget Kandor.